# 天主教纽瓦克总教区
天主教紐瓦克總教區（拉丁語：Archidioecesis Novarcensis）是美國一個羅馬天主教教省總教區，也是該國三十二個總教區之一。
總教區管轄新澤西州東北部四個縣，並轄四個教區，面積1,328平方公里。總教區於2009年時有教友1,395,000人（佔轄區總人口47.0%），2015年時有219個堂區，2017年時有825名司鐸。現任總主教為若瑟·威廉·托賓樞機，輔理主教為厄瑪奴耳·A·克魯斯、額我略·J·斯圖德魯斯、厄里亞·R·洛倫索和彌額爾·A·薩波里托，榮休輔理主教為道明·安多尼·馬爾科尼、嘉祿·J·麥康內爾和若望·W·弗萊西。
紐瓦克教區於1853年7月29日成立，1937年12月10日升為總教區。